# Nova América (Itápolis)
Nova América é um distrito do município brasileiro de Itápolis, no interior do estado de São Paulo.

## História

### Origem
Em 13 de março de 1838 a fazenda Lajeadinho, antes Ribeirão do Pontal, que pertencia a Bento José do Amaral, da família dos Amaros, foi permutada por dois animais com José Jacinto Ramalho.
A história de Nova América tem início em 31 de outubro de 1856, quando José Jacinto Ramalho doou à Cúria (Igreja) o patrimônio do Lajeadinho, depois Lajeado Velho, fundando o povoado de Espírito Santo do Lajeadinho.
Em julho de 1902, através de abaixo assinado, os moradores do Lajeado Velho solicitaram a Câmara Municipal a aprovação da transferência do povoado para o local atual. Fabiano Nogueira Porto, Manoel José de Amorim, Serafim Cerreti, Raphael Bueno da Silva e outros doaram terras para o patrimônio da povoação. José de Eutácio doou mais terras, aumentando o terreno.
O novo povoado foi nomeado de Vista Alegre do Lajeadinho e posteriormente, em 07 de setembro de 1902, recebeu o nome de Capela da Vila Nova de Aparecida do Lajeadinho. A partir daí inicia-se o crescimento do povoado, com a instalação da primeira máquina de beneficiar café (1904) e a criação da primeira escola (1908).
Na criação do distrito policial (1909) a denominação foi alterada para Nova América e, quando foi criado o distrito de paz (1910), os legisladores preferiram manter a denominação de Nova América ao invés de Lajeadinho, sendo instalado o cartório no mesmo ano. Alonso Teixeira dos Santos foi o primeiro escrivão.
Os rumos seguidos por essa região foram marcados por muitas lutas e o empenho de pessoas notáveis como o Major Hipólito Nogueira Alves Porto, Luiz Nogueira Porto, Alonso Teixeira dos Santos e entre outros. Com a colaboração de muitas famílias, o distrito foi se formando, entre elas estão: Grespi, Amaral, Campopiano, Medalha, Cândido, Victor, Batista, Pereira, Pagin, Porto, Coletti, Marques, Daniel, Bozelli e muitas outras.

### Fatos históricos
- Em 1911 foi instalado um cinema com a apresentação de um primeiro espetáculo cinematográfico. No mesmo ano ocorreu a instalação de linhas telefônicas e o uso de telefones como meio de comunicação.
- Em 1922 foi instalado o correio.
- Em 1924 é realizado o lançamento da pedra fundamental da nova igreja. A praça pública em frente a igreja foi inaugurada em 1950, graças ao Frei Duarte da Silva e a Luiz Gonzaga, estimado cidadão de Nova América. Em 27 de julho de 1964 a praça é denominada Frei Duarte. A iluminação pública chega para substituir a bucólica iluminação de gás acetileno no dia 30 de dezembro de 1956[4].

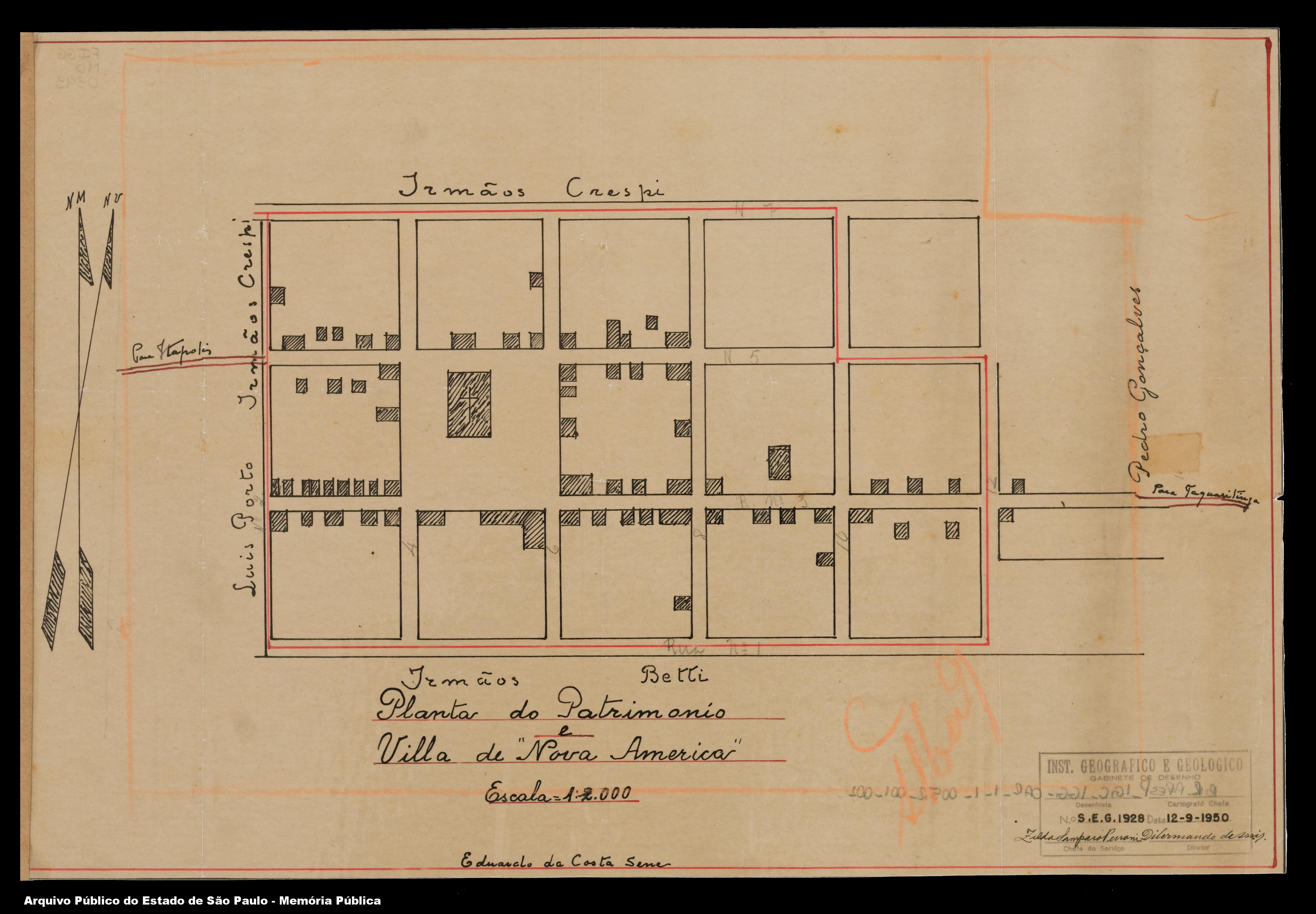
Planta da área urbana original.

### Formação administrativa
- Distrito policial de Nova América criado em 10/07/1909, com sede no povoado do Lajeadinho, município de Boa Vista das Pedras (atual Itápolis)[5][7].
- Distrito criado pela Lei nº 1.222-B de 14/12/1910, mantendo a denominação Nova América[6][8][9].
- Pela Lei n° 5.285 de 18/02/1959 foi incorporado ao seu território parte das terras do extinto distrito de Tapinas[10].

### Pedido de emancipação
O distrito tentou a emancipação político-administrativa e ser elevado à município, através de processo que deu entrada na Assembléia Legislativa do Estado de São Paulo no ano de 1990, mas como não atendia os requisitos necessários exigidos por lei para tal finalidade, o processo foi arquivado.

## Geografia

### Demografia

#### População urbana
| Crescimento população urbana | Crescimento população urbana | Crescimento população urbana | Crescimento população urbana |
| Censo                        | Pop.                         |                              | %±                           |
| ---------------------------- | ---------------------------- | ---------------------------- | ---------------------------- |
| 1934                         | 351                          |                              |                              |
| 1940                         | 299                          |                              | −14,8%                       |
| 1950                         | 235                          |                              | −21,4%                       |
| 1960                         | 250                          |                              | 6,4%                         |
| 1970                         | 343                          |                              | 37,2%                        |
| 1980                         | 494                          |                              | 44,0%                        |
| 1991                         | 885                          |                              | 79,1%                        |
| 2000                         | 1 067                        |                              | 20,6%                        |
| 2010                         | 1 118                        |                              | 4,8%                         |
| Fonte: IBGE e Fundação SEADE |                              |                              |                              |

#### População total
Pelo Censo 2010 (IBGE) a população total do distrito era de 1 753 habitantes.

### Área territorial
A área territorial do distrito é de 115,143 km².

### Rodovias
Localizado a 18 km da sede do município, o distrito tem como principal via de acesso a Rodovia Laurentino Mascari (SP-333), estando também próximo da Rodovia Washington Luís (SP-310).
O pedágio da SP-333 separa o distrito do centro da cidade, e pode ser evitado por meio da rodovia municipal Teodolinda Benaglia (IPS-134/221), asfaltada em sua totalidade.

## Serviços públicos

### Registro civil
Atualmente é feito no próprio distrito, pois o Cartório de Registro Civil das Pessoas Naturais ainda continua ativo. Os primeiros registros dos eventos vitais realizados neste cartório são:
- Nascimento: 28/03/1911
- Casamento: 15/04/1911
- Óbito: 06/04/1911

### Educação
No dia 04 de abril de 1939, foi criado pelo Governo do Estado e instalado em prédio adaptado na Avenida Gonçalo Rueda, o Grupo Escolar Alferes Pedro Alves de Oliveira, sob a direção interina da professora Geny Alves Paschoal. No ano de 1966 foi inaugurado um prédio novo para a escola.
Em dezembro de 1980 a Escola Estadual de Nova América passa a denominar-se E.E. Pedro Mascari, cidadão cuja vida foi de notável exemplo de dedicação e amor ao município de Itápolis.

### Saneamento
O serviço de abastecimento de água é feito pelo Serviço Autônomo de Água e Esgoto de Itápolis (SAAEI).

### Energia
A responsável pelo abastecimento de energia elétrica é a CPFL Paulista, distribuidora do Grupo CPFL Energia.

### Telecomunicações
A central telefônica, utilizada até os dias atuais, assim como o sistema de discagem direta à distância (DDD), foram implantados pela Telecomunicações de São Paulo (TELESP).

## Atividades econômicas
O distrito de Nova América tem como principais fontes de renda a citricultura e agricultura, destacando-se também a área de confecção.

## Religião

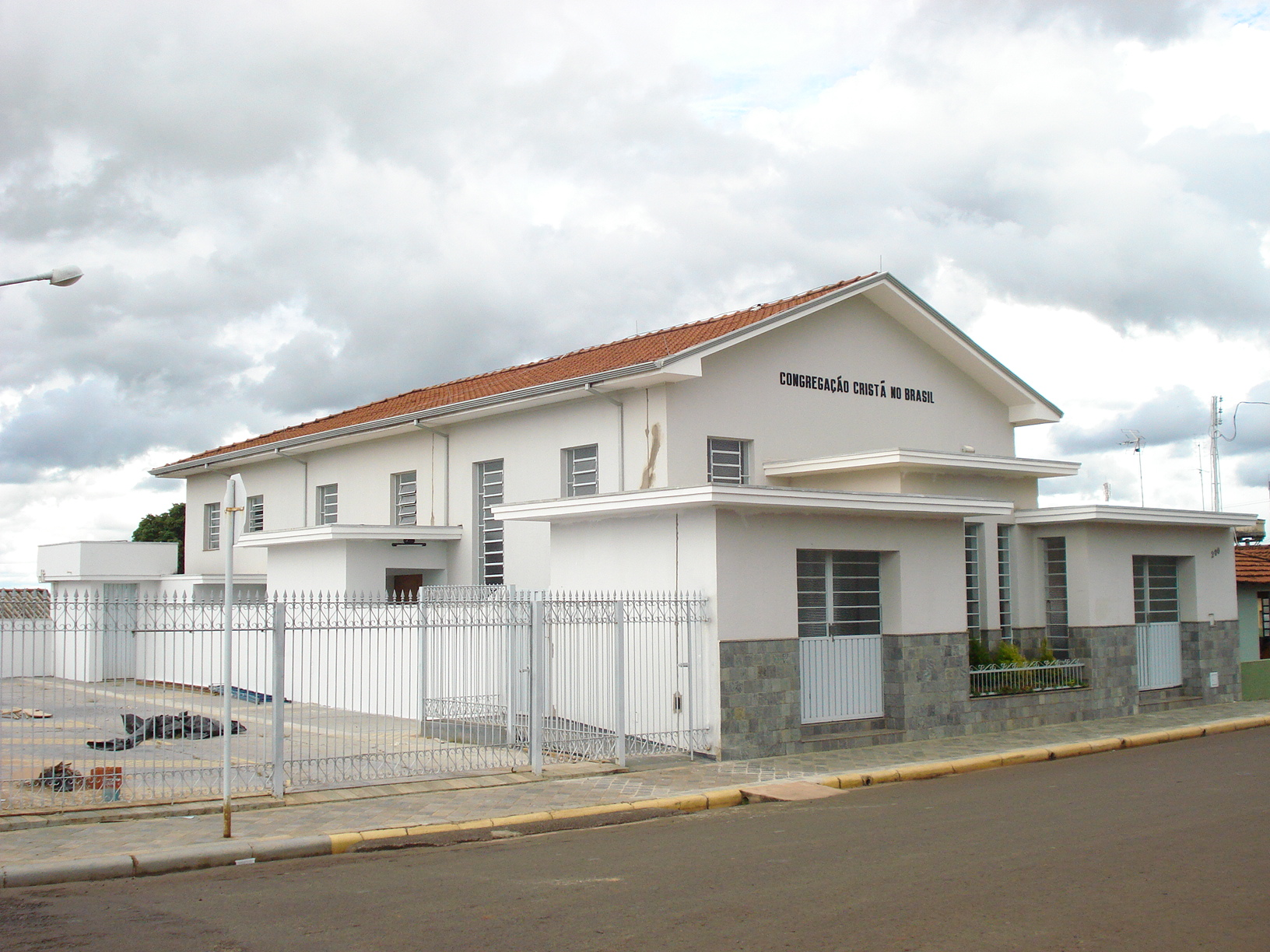
Congregação Cristã no Brasil.

O Cristianismo se faz presente no distrito da seguinte forma:

### Igreja Católica
- Paróquia Nossa Senhora Aparecida - faz parte da Diocese de Jaú[23].

### Igrejas Evangélicas
- Congregação Cristã no Brasil[24].